# Hermann Anders
Hermann Anders (* 12. August 1936 in Berlin) ist ein deutscher Jazzposaunist, der auch als Filmkomponist hervorgetreten ist.

## Leben
Anders studierte an der Hochschule für Musik „Hanns Eisler“ Berlin bei Hartmut Behrsing Posaune und bei Andre Asriel und Wolfram Heicking Komposition. Ab 1962 spielte er im „Quintett 61“ von Klaus Lenz und zwischen 1964 und 1966 bei den Jazz Optimisten Berlin. 1967 war er Mitglied des Manfred-Ludwig-Septetts. Im Folgejahr spielte er bei Lenz, zwischen 1970 und 1973 bei der Gruppe SOK. Danach war er Mitglied in der Band von Uschi Brüning; ab 1979 gehörte er zu Fusion. 1978 trat er in der Polizeiruf-Folge Bonnys Blues als Schauspieler auf. In den 1990er Jahren war er Bandleader bei Karsten Troyke, spielte bei den Dixie Brothers von Oliver Schulz u. v. m. Von 1997 bis 2009 trat er regelmäßig bei Josh Sellhorns Jazz-Lyrik-Prosa-Reihe auf.
Anders schrieb auch Musiken für Hörspiele, Spielfilme (Dornröschen 1971) und das Fernsehen.

## Filmografie
- 1971: Dornröschen
- 1975–1983: Polizeiruf 110 (TV-Reihe)
  - 1975:  Der Spezialist
  - 1976:  Bitte zahlen
  - 1977:  Die Abrechnung
  - 1978:  Bonnys Blues
  - 1979:  Tödliche Illusion
  - 1980:  Vergeltung?
  - 1980:  Der Einzelgänger
  - 1981:  Alptraum
  - 1981:  Harmloser Anfang
  - 1981:  Der Schweigsame
  - 1981:  Trüffeljagd
  - 1983:  Auskünfte in Blindenschrift
- 1976: Ein verdammt schöner Tag (TV)
- 1976: Aschenbrödel (TV)
- 1979: Die Birke da oben (TV)
- 1979: Zwillinge oder Nimm dir ein Beispiel an Evelin (TV)
- 1982–1984: Der Staatsanwalt hat das Wort (TV-Reihe)
  - 1982:  Ich bin Joop van der Dalen
  - 1984: Wer bist du?
- 1982: Der Fall Marion Neuhaus (TV)
- 1983: Alfons Köhler (Fernsehfilm)

## Hörspielmusik
- 1982: Anton Tschechow: Herzchen – Regie: Barbara Plensat (Hörspiel – Rundfunk der DDR)
- 1984: Bertolt Brecht: Furcht und Elend des Dritten Reiches – Regie: Achim Scholz (Hörspiel – Rundfunk der DDR)